# Vaire-le-Petit
Vaire-le-Petit foi uma comuna francesa na região administrativa de Borgonha-Franco-Condado, no departamento de Doubs. Estendia-se por uma área de 1,26 km². Em 2010 a comuna tinha 200 habitantes (densidade: 158,7 hab./km²).
Em 1 de janeiro de 2016, passou a fazer parte da nova comuna de Vaire.